# Turmasowo
Turmasowo (ros. Турмасово) – wieś (sieło) w Rosji, w obwodzie tambowskim, w rejonie miczurińskim. W 2010 liczyła 867 mieszkańców.